# Trzydniowiański Wierch

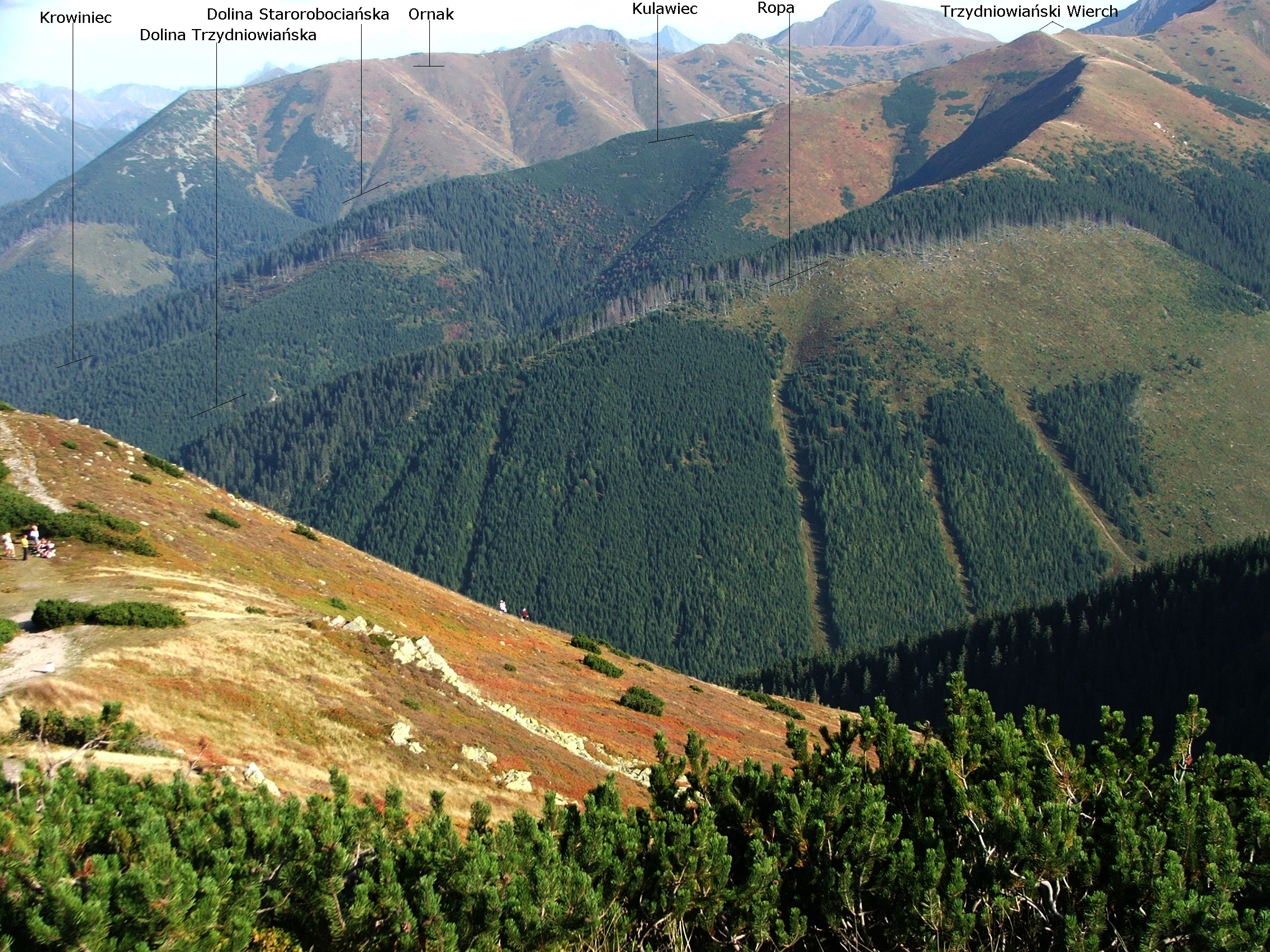
Blik vom Grześ

Die Trzydniowiański Wierch ist ein Berg in der polnischen Westtatra mit 1758 Metern Höhe. 

## Lage und Umgebung
Die Trzydniowiański Wierch liegt in der polnischen Tatra, zwischen den Tälern Dolina Chochołowska, konkret in seinem Höhental Dolina Jarząbcza, und Dolina Kościeliska, konkret in seinem Höhental Dolina Starorobociańska.

## Tourismus
Die Trzydniowiański Wierch ist bei Wanderern beliebt. 

### Routen zum Gipfel
Auf die Trzydniowiański Wierch führt ein Kammweg.
- ▬ Ein grün markierter Wanderweg führt vom Tal Dolina Chochołowska über den Gipfel auf die Kończysty Wierch.
- ▬ Ein rot markierter Wanderweg führt vom Tal Dolina Chochołowska über den Gipfel in das Tal Dolina Kościeliska.

Als Ausgangspunkt für eine Besteigung aus den Tälern eignen sich die Ornak-Hütte und die Chochołowska-Hütte.

## Belege
- Zofia Radwańska-Paryska, Witold Henryk Paryski, Wielka encyklopedia tatrzańska, Poronin, Wyd. Górskie, 2004, ISBN 83-7104-009-1.
- Tatry Wysokie słowackie i polskie. Mapa turystyczna 1:25.000, Warszawa, 2005/06, Polkart, ISBN 83-87873-26-8.

## Panorama

Panorama vom Gipfel